# Tatsuzō Shimaoka
Tatsuzō Shimaoka (島岡 達三, Shimaoka Tatsuzō), né le 27 octobre 1919 et mort le 11 décembre 2007, est un céramiste japonais de l'école mingei, ancien élève de Shōji Hamada et plus tard désigné Trésor national vivant. Il est surtout connu pour son style unique Jōmon zogan de poterie et est un maître de la décoration et de nombreuses techniques de cuisson pour la poterie. Tout au long de sa carrière, Shimaoka travaille en collaboration avec un groupe d'ouvriers, d'étudiants et d'apprentis en provenance du Japon et de l'étranger. Fin 2007, après avoir supervisé le chargement de ce qui allait devenir sa dernière cuisson noborigama, Shimaoka s'effondre et meurt quelques semaines plus tard d'une insuffisance hépatique aiguë à Mashiko dans la préfecture de Tochigi.

## Jeunesse
Shimaoka naît près du quartier Ikebukuro à Tokyo. À 19 ans, il décide de devenir potier de la tradition mingei après avoir visité le musée d'artisanat folklorique japonais qu'il trouve particulièrement inspirant. À cette époque Shimaoka fréquente l'université de technologie de Tokyo et après l'obtention accélérée de son diplôme en temps de guerre en 1942, il sert comme officier dans l'armée impériale japonaise en Birmanie et passe quelque temps comme prisonnier de guerre. Ce n'est qu'en 1946 qu'il a la possibilité d'entreprendre son apprentissage de poterie avec Hamada.

## Carrière
En 1946, il commence son apprentissage auprès du céramiste Shōji Hamada à Mashiko. L'apprentissage formel se termine en 1949. Après avoir travaillé pendant trois ans au Centre de recherche en céramique de la préfecture de Tochigi, Shimaoka ouvre en 1953 son propre atelier de poterie à côté de son ancien professeur Shoji. L'année suivante il organise sa première exposition qui se tient à Tokyo. En 1963 se tient la première de ses expositions annuelles au grand magasin Matsuya Ginza à Tokyo. Il organise plus tard d'autres expositions annuelles au grand magasin Hankyu Hanshin Toho Group (en) à Osaka. La première exposition américaine se tient à Boston en 1974 et sa première exposition en Europe au Museum für Kunst und Gewerbe Hamburg (musée d'arts et métiers) en 1977.
Tatsuzō Shimaoka a fréquemment donné des conférences et enseigné aux États-Unis et au Canada. Ses œuvres sont exposées dans de nombreux musées de par le monde dont le Victoria and Albert Museum, le Metropolitan Museum of Art et le musée d’Israël.

## Style de poterie
En 1996, Tatsuzō est désigné Trésor national vivant du Japon (Ningen Kokuho). Cet honneur lui est accordé pour sa contribution unique à l'art de la poterie.
La céramique Jōmon zogan de Shimaoka est inspirée des anciens procédés. La technique à la corde Jōmon et le procédé coréen de la dynastie des Yi d'ajout de barbotine blanche à indentations décoratives.
La technique Jōmon implique l'utilisation de soie et autres cordes denses (souvent un obihimo ou cordon pour enrouler l'obi du kimono japonais) pour faire des impressions de cuir sur l’argile dure, tandis que le zogan est un processus par lequel une barbotine est appliquée et incrustée en couches multiples dans le motif impressionné. Le motif sur lequel a été déposée la barbotine est ensuite sculpté pour retrouver l'argile, en soulignant et en laissant les motifs exposés. Shōji Hamada passe pour avoir importé la technique de la glaçure au sel (en) au Japon après une visite en Europe au début des années 1950 et Shimaoka est également bien connu pour son travail avec ce type de glaçure. Il a conçu un des premiers fours noborigama à Mashiko qui avaient des atmosphères nettement différentes dans chaque chambre, et il a aussi été pionnier dans l'importation des argiles de partout dans le Japon vers Mashiko, comme l'argile de Shigaraki par exemple. Son noborigama avait des chambres séparées pour les céramiques couvertes de cendres, celles couvertes de cendres de charbons de bois, les émaux de cendres feldspathiques réduites à haute température, les glaçures traditionnelles de Mashiko comme les seiji, nuka, kaki et les kuro et une chambre finale de glaçure au sel.

## Honneurs
- Ordre du Soleil levant, 1999[4].

## Source de la traduction
- (en) Cet article est partiellement ou en totalité issu de l’article de Wikipédia en anglais intitulé « Tatsuzō Shimaoka » (voir la liste des auteurs).